# Nagyhatalom
A nagyhatalom kifejezést napjainkban általában olyan országoknak tulajdonítják, amelyek gazdaságukon, külpolitikájukon és katonai erejükön keresztül globális befolyással rendelkeznek. A nagyhatalmak által hozott döntések gyakran hatással vannak más nemzetekre is, amelyek arra késztetik a közép- vagy kishatalmakat, hogy mérlegeljék a nagyhatalmak véleményét, mielőtt saját intézkedéseiket megteszik.
A "nagyhatalom" fogalma a napóleoni háborúk befejezése után terjedt el. A kifejezést Leopold von Ranke német történész vezette be a politikatudomány megnevezésébe, aki 1833-ban "A nagyhatalmak" (Die großen Mächte) címmel alapvető művet adott ki a témában. A mai politikában (félhivatalosan) politikusok és politikai szakértők használják.

## Kritériumok
A nagyhatalmaknak nincs "hivatalos listája". Míg egyes nemzeteket széles körben nagyhatalmaknak tekintenek, jelentős vita folyik ezen státusz pontos kritériumairól. Néhány kritérium azonban kiemelhető:
- a világrendhez való hozzájárulás képessége;
- nagy gazdasági hatalom vagy nagy hazai piac;
- nagy katonai hatalom, amely a hagyományos hadviselésben képes felvenni a versenyt más hatalmakkal.

## Történelem

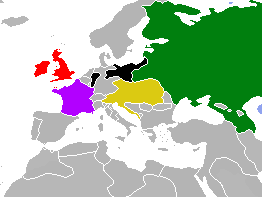
Az európai nagyhatalmak 1840 körül
Nagy-Britannia
Franciaország
Poroszország
Ausztria
Oroszország

### Késő ókor
A nagyhatalmakra való egyik korai utalás a 3. századból származik, amikor Máni perzsa próféta korának négy legnagyobb királyságaként írta le Rómát, Kínát, Akszúmot és Perzsiát.

### 18-19. század
A 18. századtól a nagyhatalmak közé tartozott Franciaország, Ausztria, Nagy-Britannia, Oroszország és Poroszország.
Az osztrák örökösödési háború és a hétéves háború eredményeként Poroszország az 1760-as években Európa ötödik nagyhatalomává nőtte ki magát. Ezzel megszűnt Franciaország 1659 óta tartó domináns pozíciója Európában, bár továbbra is a legerősebb nagyhatalom maradt. Az igazi pentarchia kialakulása azonban még a 18. század végén is igen vitatott volt, mivel az öt nagyhatalom még nem volt egyenlő helyzetben. Különösen Franciaország volt továbbra is messze a legerősebb katonai hatalom, míg Poroszország egyértelműen a legkisebb nagyhatalom.
A "nagyhatalmak" státuszát először hivatalosan az 1814-1815-ös bécsi kongresszuson ismerték el. A Szent Szövetség létrehozásával ez a státusz megerősödött a franciaellenes koalícióban részt vevő négy ország - Nagy-Britannia , Ausztria , Poroszország , Oroszország , valamint 1818 óta Franciaország esetében. A nemzetközi kapcsolatok új rendszerének sajátossága az volt, hogy a háború utáni Európában bekövetkezett bármilyen területi változáshoz a nagyhatalmak beleegyezésére volt szükség.
Az 1848-1849-es európai forradalmak után a kialakult rendszerben az erőviszonyok megváltozni kezdtek. Sok történész egyetért abban, hogy a 20. század elejére Európában öt-hat olyan hatalom volt, amely igényt tartott a "nagy" státuszra: Nagy-Britannia, Oroszország, Franciaország, a Német Birodalom (mint a Poroszország utódja, Olaszország (az országegyesítés után, az 1860-as években) és Ausztria-Magyarország (mint az Osztrák Birodalom utódja). Ez utóbbi azonban örökre elvesztette "nagyhatalmi" státuszát az első világháborúban elszenvedett vereség és az azt követő szétesés után.
A 19. század végén – és még a 20. század elején sem, – az Amerikai Egyesült Államok nem gyakorolt nagy befolyást a nemzetközi politikára. A nemzetközi hatalomváltások leginkább a jelentős konfliktusokon keresztül következtek be.

### 20. század
Az első világháború lezárása és az ebből következő békeszerződések Nagy-Britanniát, Franciaországot, Olaszországot, Japánt és az Egyesült Államokat tették meg az új világrend fő bírájává. A Német Birodalom vereséget szenvedett, Ausztria-Magyarország új, kevésbé erős államokra szakadt, az Orosz Birodalom pedig forradalomba esett. A párizsi békekonferencia során a „Négy Nagy" (Big Four) – Nagy-Britannia, Franciaország, Olaszország és az Egyesült Államok – a szerződések lebonyolítását és kimenetelét irányította.
A második világháború kitörése előtt a nagyhatalmak Németország, Franciaország, Nagy-Britannia, Olaszország, Japán, a Szovjetunió és az Egyesült Államok voltak.
Közvetlenül a második világháború után a következő államokat minősítették nagyhatalomnak:
Brit Birodalom, Franciaország, Kína, Szovjetunió, USA.

### 21. század
A 21. században a nagyhatalmak közé tartozik legalább Kína és az Egyesült Államok. Oroszországot is gyakran nagyhatalomként is emlegetik, mivel a világ egyik legerősebb hadseregével rendelkezik, és befolyása van a CSTO országokra. Rajtuk túl nagyhatalmakként szokták emlegetni Franciaországot és Nagy-Britanniát, mivel viszonylag erős haditengerészetet tartottak meg, és jelentős befolyással bírnak az egykori gyarmatok ügyeire. 

A jelenlegi és a potenciális nagyhatalmak:
Amerikai Egyesült Államok
Kína
Európai Unió
Oroszország
India
Brazília
Japán

A modern világban a nagyhatalmi státusz egyik leggyakoribb kritériuma az ENSZ Biztonsági Tanácsában való állandó részvétel és a vétójog. Az ENSZ Biztonsági Tanácsának állandó tagja:
- Amerikai Egyesült Államok,
- Egyesült Királyság,
- Kína,
- Oroszország,
- Franciaország.

A Hágai Stratégiai Tanulmányok Központja (HCSS) 2017-es tanulmánya a következő államokat és államszövetségeket minősítette nagyhatalmaknak:
- Európai Unió,
- Kína,
- India,
- Japán,
- Oroszország,
- USA.